# 기원전 32세기
기원전 32세기는 기원전 3200년부터 기원전 3101년까지를 말한다

## 주요 사건
- 기원전 3200년경: 이집트 원왕조 시작.
- 기원전 3150년경: 이집트 제1왕조 시작.
- 몰타에서 신석기 유적지들이 만들어짐.
- 크레타섬에서 미노아 문명이 흥기.
- 스코틀랜드 스캐러 브레이에 신석기 거주지가 건설됨.
- 아일랜드의 신석기인들이 뉴그레인지 고분을 건설함.
- 기원전 3100년경: 스톤헨지 건설의 극초기 단계

## 년대와 년도
| 기원전 3200년대 | 전3209 | 전3208 | 전3207 | 전3206 | 전3205 | 전3204 | 전3203 | 전3202 | 전3201 | 전3200 |
| 기원전 3190년대 | 전3199 | 전3198 | 전3197 | 전3196 | 전3195 | 전3194 | 전3193 | 전3192 | 전3191 | 전3190 |
| 기원전 3180년대 | 전3189 | 전3188 | 전3187 | 전3186 | 전3185 | 전3184 | 전3183 | 전3182 | 전3181 | 전3180 |
| 기원전 3170년대 | 전3179 | 전3178 | 전3177 | 전3176 | 전3175 | 전3174 | 전3173 | 전3172 | 전3171 | 전3170 |
| 기원전 3160년대 | 전3169 | 전3168 | 전3167 | 전3166 | 전3165 | 전3164 | 전3163 | 전3162 | 전3161 | 전3160 |
| 기원전 3150년대 | 전3159 | 전3158 | 전3157 | 전3156 | 전3155 | 전3154 | 전3153 | 전3152 | 전3151 | 전3150 |
| 기원전 3140년대 | 전3149 | 전3148 | 전3147 | 전3146 | 전3145 | 전3144 | 전3143 | 전3142 | 전3141 | 전3140 |
| 기원전 3130년대 | 전3139 | 전3138 | 전3137 | 전3136 | 전3135 | 전3134 | 전3133 | 전3132 | 전3131 | 전3130 |
| 기원전 3120년대 | 전3129 | 전3128 | 전3127 | 전3126 | 전3125 | 전3124 | 전3123 | 전3122 | 전3121 | 전3120 |
| 기원전 3110년대 | 전3119 | 전3118 | 전3117 | 전3116 | 전3115 | 전3114 | 전3113 | 전3112 | 전3111 | 전3110 |
| 기원전 3100년대 | 전3109 | 전3108 | 전3107 | 전3106 | 전3105 | 전3104 | 전3103 | 전3102 | 전3101 | 전3100 |
| 기원전 3090년대 | 전3099 | 전3098 | 전3097 | 전3096 | 전3095 | 전3094 | 전3093 | 전3092 | 전3091 | 전3090 |